# Heřmaneč
Heřmaneč település Csehországban, a Jindřichův Hradec-i járásban. Heřmaneč Český Rudolec, Studená, Volfířov és Kunžak településekkel határos. Lakosainak száma 91 fő (2024. január 1.).

## Népesség
A település lakosságának változását az alábbi diagram mutatja:
| Lakosok száma | 240  | 238  | 222  | 154  | 93   | 79   | 84   | 87   | 89   | 91   |
|               | 1869 | 1890 | 1921 | 1950 | 1980 | 2001 | 2017 | 2019 | 2022 | 2024 |